# Home Nations Championship 1891
Die Ausgabe 1891 des Turniers Home Nations Championship in der Sportart Rugby Union (das spätere Five Nations bzw. Six Nations) fand vom 3. Februar bis zum 7. März statt. Turniersieger wurde Schottland, das mit Siegen gegen alle anderen Teilnehmer die Triple Crown schaffte.

## Teilnehmer
| Land       | Stadion                       | Stadt              | Kapitän                              |
| ---------- | ----------------------------- | ------------------ | ------------------------------------ |
| England    | Athletic Ground               | Richmond           | Frederick Alderson                   |
| Irland     | Lansdowne Road / Ballynafeigh | Dublin / Belfast   | Dolway Walkington / Robert Stevenson |
| Schottland | Raeburn Place                 | Edinburgh          | Matthew McEwan                       |
| Wales      | Rodney Parade / Stradey Park  | Newport / Llanelli | William Bowen / William Thomas       |

## Tabelle
|    | Land       | Spiele | Siege | Unent. | Ndlg. | Spiel- punkte | Diff. | Tabellen- punkte |
| -- | ---------- | ------ | ----- | ------ | ----- | ------------- | ----- | ---------------- |
| 1. | Schottland | 3      | 3     | 0      | 0     | 38:3          | + 35  | 6                |
| 2. | England    | 3      | 2     | 0      | 1     | 19:12         | + 7   | 4                |
| 3. | Wales      | 3      | 1     | 0      | 2     | 9:26          | − 17  | 2                |
| 4. | Irland     | 3      | 0     | 0      | 3     | 4:29          | − 25  | 0                |

## Ergebnisse
| 3. Januar 1891 | Wales                                  | 3 : 7         | England                                                        | Rodney Parade, Newport Zuschauer: 9.000 Schiedsrichter: R. D. Rainie (Schottland) |
| 3. Januar 1891 | Versuche: Pearson Erhöhungen: Bancroft | (0:4) Bericht | Versuche: Budworth Christopherson (2) Erhöhungen: Alderson (2) | Rodney Parade, Newport Zuschauer: 9.000 Schiedsrichter: R. D. Rainie (Schottland) |

| 7. Februar 1891 | Irland | 0 : 9         | England                                                             | Lansdowne Road, Dublin Schiedsrichter: W. M. Douglas (Wales) |
| 7. Februar 1891 |        | (0:2) Bericht | Versuche: Lockwood (2) Toothill Wilson (2) Erhöhungen: Lockwood (2) | Lansdowne Road, Dublin Schiedsrichter: W. M. Douglas (Wales) |

| 7. Februar 1891 | Schottland                                                                                                 | 15 : 0        | Wales | Raeburn Place, Edinburgh Schiedsrichter: H. L. Ashmore (England) |
| 7. Februar 1891 | Versuche: Boswell Clauss (2) Goodhue Leggatt C. Orr J. Orr Erhöhungen: McEwan Dropgoals: Neilson Stevenson | (4:0) Bericht |       | Raeburn Place, Edinburgh Schiedsrichter: H. L. Ashmore (England) |

| 21. Februar 1891 | Irland | 0 : 14        | Schottland                                                                           | Ballynafeigh, Belfast Schiedsrichter: George Hill (England) |
| 21. Februar 1891 |        | (0:7) Bericht | Versuche: Clauss MacGregor Wotherspoon (3) Erhöhungen: Boswell (3) Dropgoals: McEwan | Ballynafeigh, Belfast Schiedsrichter: George Hill (England) |

| 7. März 1891 | England                                 | 3 : 9         | Schottland                                                           | Athletic Ground, Richmond Zuschauer: 15.000 Schiedsrichter: Joseph Chambers (Irland) |
| 7. März 1891 | Versuche: Lockwood Erhöhungen: Alderson | (0:3) Bericht | Versuche: Neilson J. Orr Erhöhungen: MacGregor (2) Dropgoals: Clauss | Athletic Ground, Richmond Zuschauer: 15.000 Schiedsrichter: Joseph Chambers (Irland) |

| 7. März 1891 | Wales                                                     | 6 : 4         | Irland                              | Stradey Park, Llanelli Zuschauer: 10.000 Schiedsrichter: A. Rowsell (England) |
| 7. März 1891 | Versuche: Samuel Erhöhungen: Bancroft Dropgoals: Bancroft | (6:1) Bericht | Versuche: Lee Dropgoals: Walkington | Stradey Park, Llanelli Zuschauer: 10.000 Schiedsrichter: A. Rowsell (England) |